# Maître de Zafra

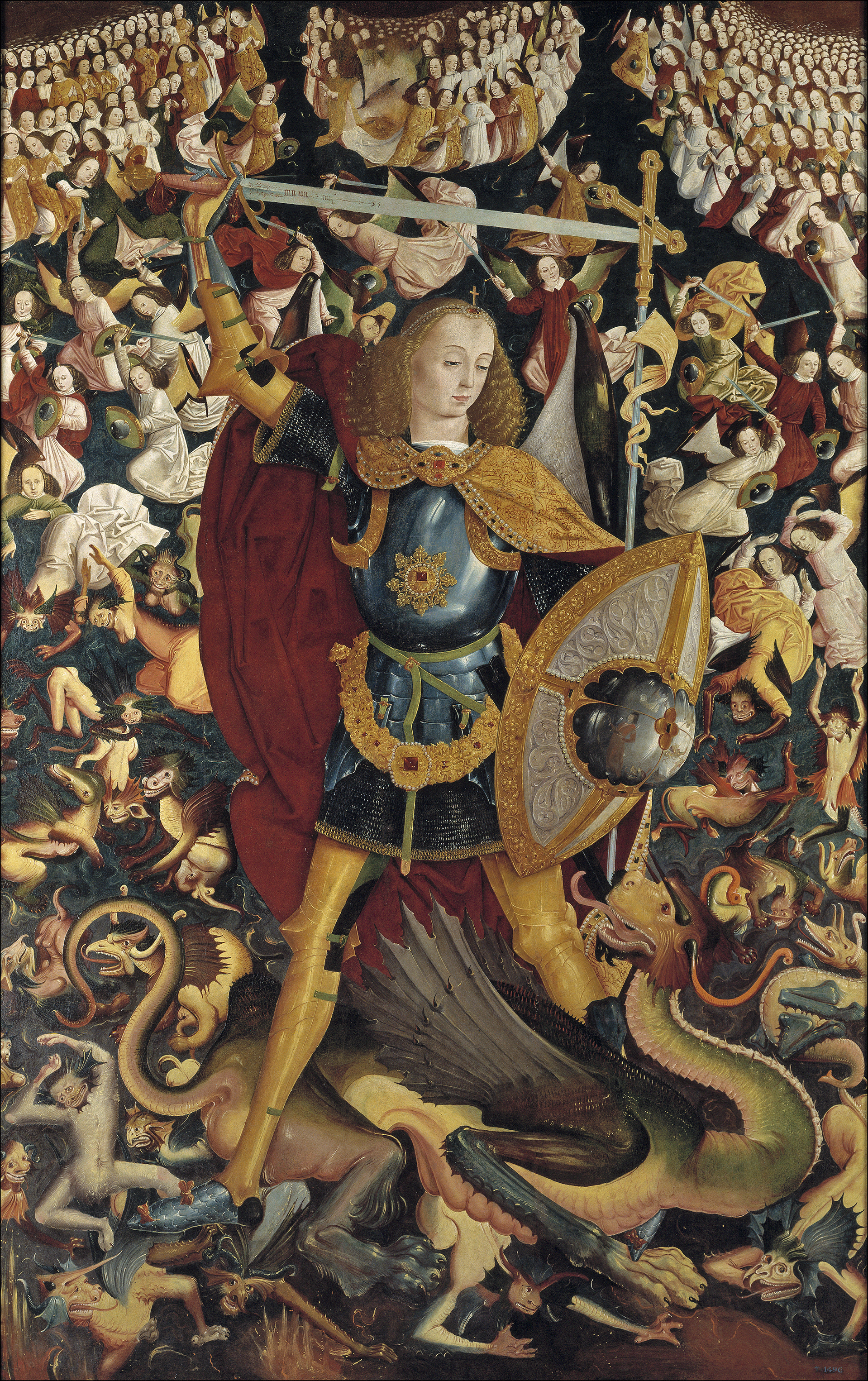
San Miguel Arcángel, technique mixte sur panneau, 242 x 153 cm, Madrid, Musée du Prado

Le Maître de Zafra est un peintre hispano-flamand du style gothique international, actif en Estrémadure à la fin du XVe siècle. En espagnol, il est appelé maestro de Zafra.
Son tableau “San Miguel Arcángel”

destiné à San Miguel de Zafra, est conservé au musée du Prado.
Le blason que porte saint Michel et les détails foisonnants des légions malignes que combat l'archange, rattachent ce maître à la peinture flamande.
L’identité du maître n’est pas connue avec précision, et il a été rapproché:
- du sévillan Juan Sánchez de Castro (es)[2]
- d'un Antón de Madrid, actif en Estrémadure dans les mêmes années, à qui l'on doit le bien d'intérêt culturel qu'est le retable de Calzadilla de los Barros[3].
- des œuvres cordouanes d'Alejo Fernández, peintre hispano-allemand.

Stylistiquement, la profusion des détails et le goût marqué pour la symétrie dénotent le courant andalou de l’école hispano-flamande.